# Homebrew Computer Club
O Homebrew Computer Club foi um grupo criado por entusiastas de computadores que se reuniaram de março de 1975 até 1986 na região do Vale do Silício. O grupo reunia-se a cada quinze dias, para realizar um livre debate sobre a construção de computadores pessoais, como atrações eram apresentados os protótipos de computadores DIY e se tinha a oportunidade de trocar peças de hardware e principalmente informações sobre os projetos em andamento. Desse grupo surgiram vários hackers e empreendedores de alto nível, como Bob Marsh e Lee Felsenstein, Adam Osborne, Steve Wozniak e Steve Jobs. Além disso, o grupo ganhou fama ao ser retratado nos filmes Piratas do Vale do Silício(1999) e Jobs(2013).

## História

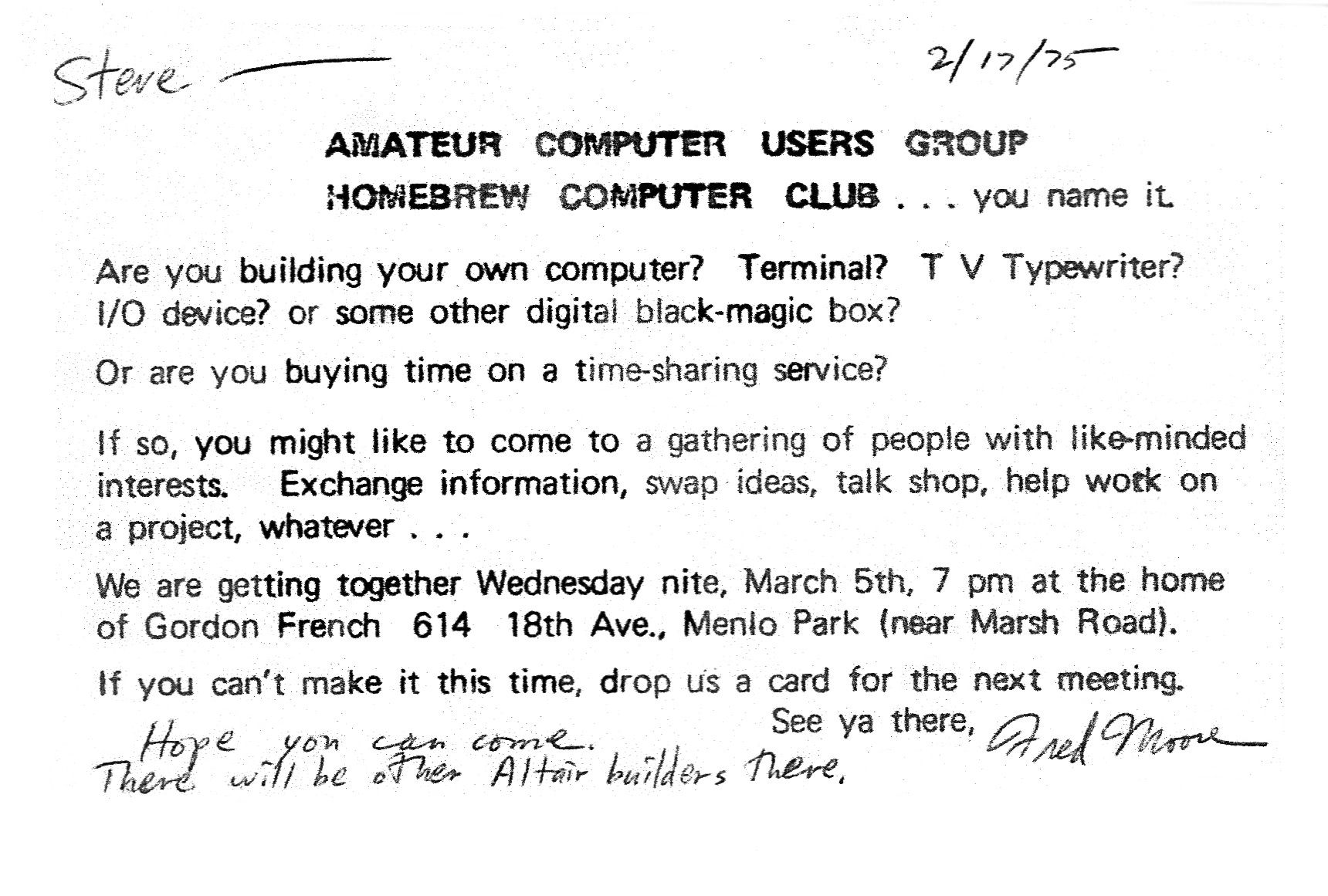
Convite para a primeira reunião do Homebrew Club.

O grupo foi fundado por Gordon French e Fred Moore, que previamente encontravam-se no Community Computer Center em Menlo Park. Ambos estavam interessados em manter um fórum regular e aberto para pessoas se encontrarem e trabalharem juntas a fim de tornar os computadores mais acessíveis ao público. O principal objetivo do grupo era tornar a tecnologia dos computadores compreensível para qualquer pessoa, além de incentivá-la a utilizar um computador pessoal para realizar feitos antes não realizados com ele, melhorando suas vidas.
Na época, grandes companhias como IBM e Digital Equipment não acreditaram inicialmente na mensagem social proposta pelo grupo, uma vez que não faziam ideia de como os computadores pessoais poderiam evoluir.
O primeiro encontro oficial do grupo foi em março de 1975, na garagem de Gordon French em Menlo Park, na ocasião foi realizado uma revisão técnica do microcomputador Altair, produzido por uma empresa do Novo México chamada MITS,  que foi enviado People's Computer Company. Os encontros subsequentes foram no auditório do Stanford Linear Accelerator Center. Hoje, o co-fundador da Apple, Steve Wozniak, atribui a esse primeiro encontro como uma das principais inspirações para o desenvolvimento do Apple I.
Em 1999 foi feito uma adaptação do livro Fire in the Valley: The Making of the Personal Computer para um filme de televisão intitulado Piratas do Vale do Silício, esse que descreve o papel do Homebrew Computer Club na criação do primeiro computador pessoal.

## Periódico Homebrew Club

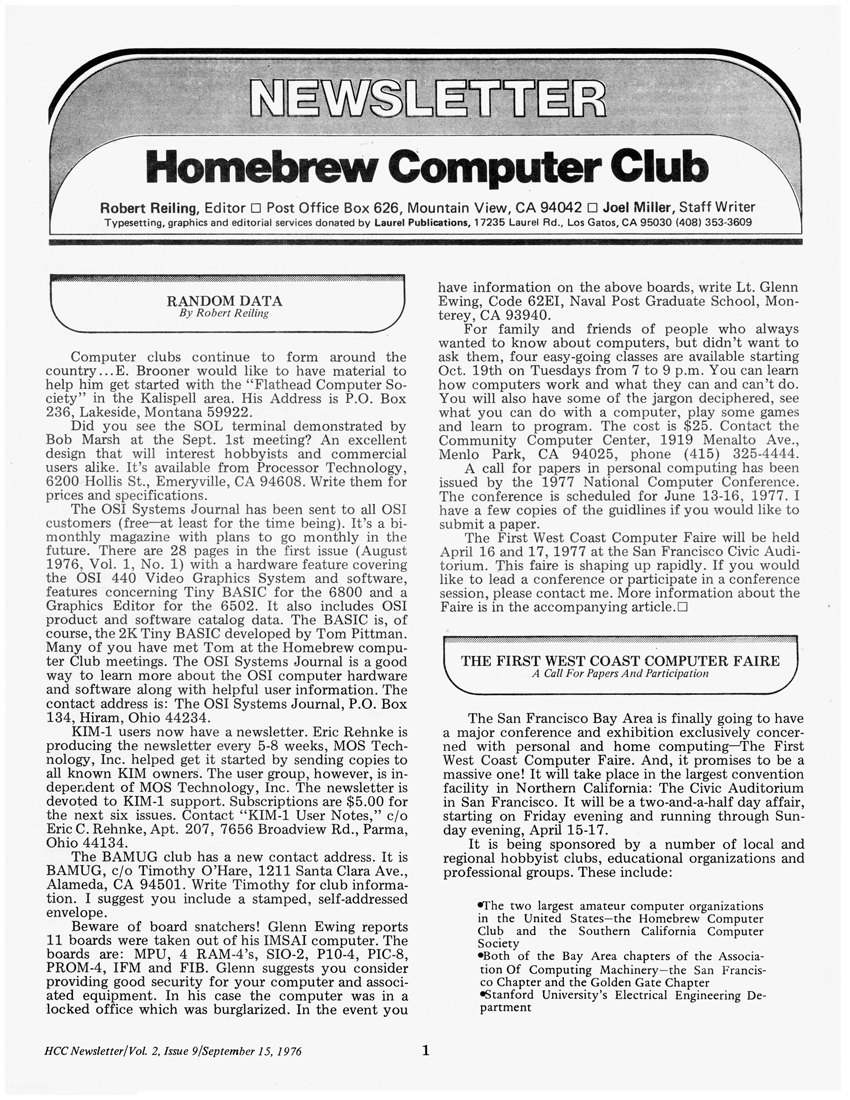
Uma edição do périodo do Homebrew Club.

O periódo do Homebrew Club foi uma das mais fortes influências na sedimentação da cultura do Vale do Silício. Criado e editado por seus participantes, deu origem à ideia do computador pessoal, ajudou seus membros a construir kits de computadores DIY, como o Altair. O primeiro periódico foi publicado em 15 de março de 1975, durando 21 edições, até chegar a sua última edição em dezembro de 1977.
Uma das edições mais famosa e polêmica envolveu a publicação de uma carta aberta aos entusiastas do Homebrew Club, de autoria de Bill Gates. Nesta carta, o autor expressa frustração aos membros do grupo, pois muitos desses estariam utilizando uma cópia não autorizada do Altair BASIC, o que desencorajava os desenvolvedores deste software a investir tempo e dinheiro para criar software de alta qualidade sem ser remunerados. 

## Membros Honorários
- Lee Felsenstein, membro e moderador das reuniões do grupo.
- Bob Marsh, co-criador do computador Sol-20
- Adam Osborne, criador do primeiro computador portátil, o Osborne 1.
- Steve Wozniak, co-fundador da Apple, e criador do computadores Apple 1 e Apple II.
- Gordon French, co-criador do Homebrew Club.
- Fred Moore, co-criador do Homebrew Club.
- Harry Garland, co-fundador da Cromemco.
- Roger Melen, co-fundador da Cromemco.
- John Draper, phreaker famoso pela criação das caixas azuis.
- Li-Chen Wang, desenvolvedor do Tiny BASIC.

## Reunião comemorativa em 2013

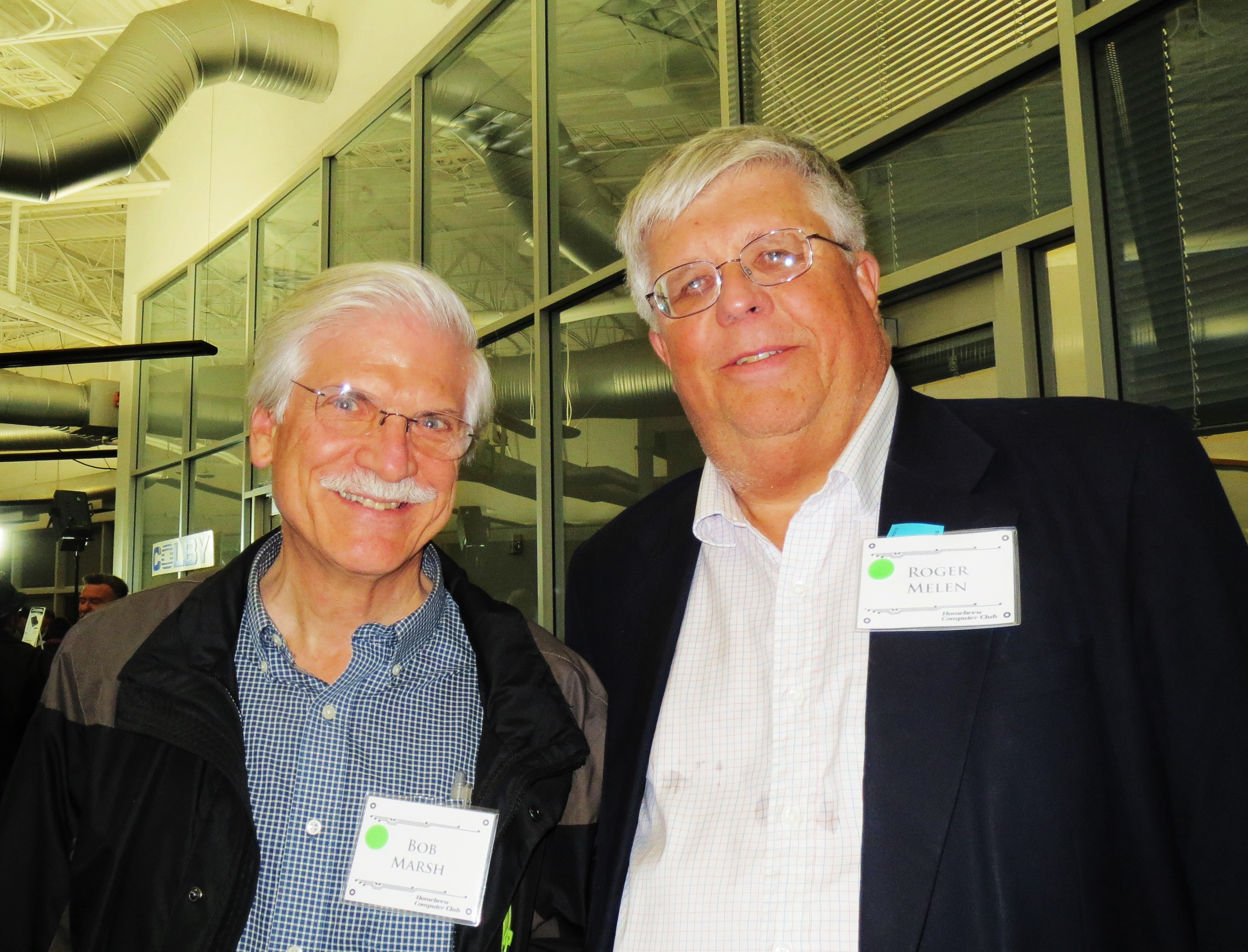
Bob Marsh e Roger Melen na reunião comemorativa de 38 anos do Homebrew Club.

O museu da história do computador, localizado em Montain View, iniciou em 2013, uma campanha de crowdfunding através da plataforma Kickstarter para arrecadar fundos com o objetivo de realizar uma reunião comemorativa de 38 anos da existência do Homebrew Club. A campanha teve exito em seu objetivo. A reunião comemorativa ocorreu no dia 11 de novembro de 2013, contando com a presença de membros como Lee Felsenstein, Bob Marsh, Roger Melen, Ted Nelson e Gordon French.